# エフード・オルメルト
エフード・オルメルト（ Ehud Olmert、 ヘブライ語: אהוד אולמרט、1945年9月30日 - ）は、イスラエルの政治家。首相（第16代）、国会議員（9期）。財務相（第25・27代）、カディマ党首（第2代）を歴任。

## 概要

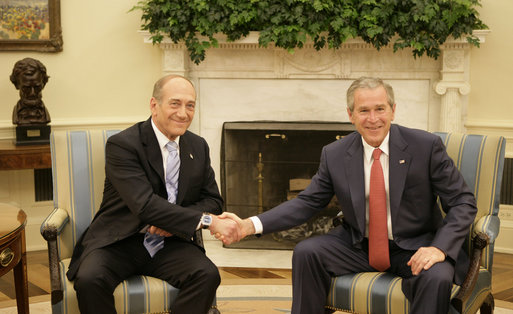
2006年5月23日、ホワイトハウスにてアメリカ合衆国大統領ジョージ・W・ブッシュ（右）と

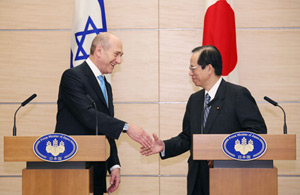
2008年2月27日、内閣総理大臣官邸にて内閣総理大臣福田康夫（右）と

1973年、28歳の時にイスラエル議会（クネセト）総選挙にリクードから立候補・当選を果たし、その後7期にわたってクネセトで活動。
1988年にイツハク・シャミル内閣でマイノリティ問題を所管する無任所大臣（国務大臣）として初入閣、2年にわたって同職を務めたのち、1990年の内閣改造では保健大臣に横滑りし、1992年の政権交代まで務めた。
1993年にはエルサレム市長に転身し、2期にわたって在任。市長在任中の1997年には、東エルサレムのハル・ホマ地区に大規模な入植地建設を、当時首相だったベンヤミン・ネタニヤフと共に推し進めている。その極めて右派的だったオルメルトを豹変させたのが、パレスチナに融和的なアリザ夫人の影響だったと言われる。アリザ夫人は、イスラエルの政党でも最左派のグループに属するメレツの支援者であり、夫が首班候補として戦った2006年の総選挙を除けば、それまでは全てメレツに投票している。
2003年からはクネセトに戻り、総選挙の指揮、選挙後の連立交渉を行い、選挙後は成立したアリエル・シャロン内閣で副首相兼産業貿易労働大臣に任命された。以来、シャロン首相の最も忠実な側近として政権運営の主軸となる。
2005年4月、外務省の招待で来日。
8月、ガザからの撤退に抗議し財務大臣を辞任したネタニヤフの後任に任命される。
2006年3月の総選挙では、同年1月4日に脳卒中で倒れて意識不明に陥ったアリエル・シャロン首相に代わりにカディマを率い、同党を勝利に導いた。5月4日、オルメルトはクネセト議会とモシェ・カツァブ大統領の下、正式に首相に任命された。なお、イスラエルの法律に基づき、選挙から2週間後の4月14日から5月4日までは暫定首相となっている。

## 来歴

### 若い頃と軍人時代
1945年、イギリス統治時代に現在のハイファ地区南のナハラト・ジャボチンスキー(現在のビンヤミナ)で4兄弟の3番目に生まれたオルメルトはエルサレムのヘブライ大学で心理学と哲学と法学を学んだ。
オルメルト本人によれば、彼の両親ベラとモルデハイはウクライナとロシアでの迫害から逃れ、ハルビンや中国に逃げながら祖先の地イスラエルに民主的なユダヤの国を作り、平和に暮らすことを夢見ていたという。彼の両親はゼエヴ・ジャボチンスキーが創始者の武装グループ・イルグンに属しており、要注意人物と目されることも少なくなかった。また、イルグン指導者だったメナヘム・ベギンの立ち上げた政党ヘルート（後のリクード）にも参加しており、その関係からオルメルトもベタル青年機関（Beitar Youth Organization）に所属していた。1950年代には与党マパイと対立する政党であったが、1970年代に入ると次第に国民の支持を得るようになった。
オルメルトは兵役中にはイスラエル国防軍の北方警備部隊であるゴラン旅団（Golani Brigade）に所属しており、怪我をしたためイスラエル軍の軍事週刊誌バマハネ（BaMahane）で記者として従軍し、兵役を終えた。 ヨム・キプール戦争のときすでにクネセト議員であった彼は、アリエル・シャロンの指揮する軍の元に通信員として参加した。

### 初期議員・大臣時代
1966年、ガハル（ヘルートその他の小規模党が合同して作られた政党、後のリクード）の構成員だったオルメルトは、党が選挙で敗北を喫したことから党を率いていたメナヘム・ベギンに他の党員らとともに辞職を求め、ベギンは一時これに応じるが、ベギンを支持する民衆が撤回を求めたためすぐにベギンは党首に返り咲くこととなった。
1973年、リクードから立候補し28歳で当選、その後7期にわたってクネセトで活動し、彼は紛争問題や教育、防衛予算委員会に参加した。1988年から1990年まで無任所大臣（国務大臣）。1990年から1992年まで厚生大臣を務める。1992年のリクードが選挙で敗北したため野党議員となるが、1993年11月にはエルサレム市長に当選する。

### 市長時代

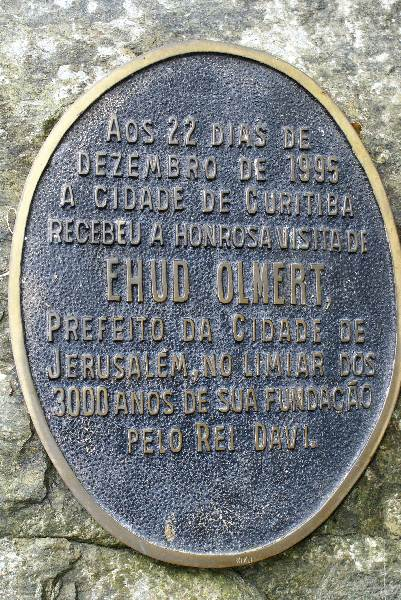
オルメルトがエルサレム市長時代に訪れた記念のプレート。ブラジルのクリチバ市のワイヤー・オペラハウスにある。

1993年から2003年の間、オルメルトはエルサレム市長を2期務めた。彼は市の発展のため教育のシステム強化と道路整備に努め、市内を走るライトレール（軽鉄）には特に心血を注ぎ、数百万新シェケル（1新シェケル=約30円）単位の投資を行って公共交通機関を発展させた。
オルメルトは市長時代に北アイルランドデリーで行われた国際紛争会議に招かれ、政治指導者は、人々に横たわる気分を変えることが出来ると語り、文化の違いをどう乗り切るかについて政治活動の重要性を踏まえ、こう締め括った。

### 副首相時代
2003年1月、オルメルトは第16代クネセト議会でリクードの選挙対策を担当するとともに、再び議員に当選した。彼は続いて、政党連立交渉の主管を担当、選挙後は副首相（首相代行）に任命されると共に、産業・貿易・労働相を兼任。また、2003年から2004年まで通信相を務めた。
2005年8月7日、ガザ地区全面撤退計画でシャロンと対立し辞職したベンヤミン・ネタニヤフに代わり、オルメルトは経済相代理に任命された。オルメルトは元々撤退計画には反対の立場であり、1978年のキャンプ・デービッド合意にも反発するなど当時のリクード党首メナヘム・ベギンにも否定的だった。しかし、彼はこの時を振り返りこう語っている
彼はシャロンが新たな党カディマを立ち上げることを発表した時は真っ先に彼と共に離党した一人であった。

### 首相代行から首相へ

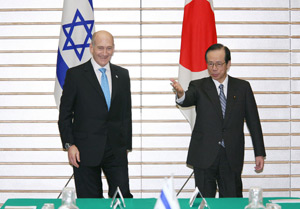
2008年2月27日、内閣総理大臣官邸にて内閣総理大臣福田康夫（右）と

2006年1月4日、シャロン首相が脳卒中で倒れ、職務の継続が不可能と判断されたため、イスラエル・マイモン官房長官とメナヘム・マズーズ検事総長はオルメルトを首相代行に任命し、3月28日に総選挙を行うことを確認した。
オルメルトはシモン・ペレスを始めとするシャロン支持者にカディマに残るよう説得し、リクードに戻らないよう（ペレスの場合は労働党）懇願した。2006年1月16日、彼はカディマ議長に就任した。 2006年1月24日、彼の最初の政策は「収束計画」（Convergence Plan）というヨルダン川西岸からの一方的撤退計画だった。また、同時にイスラエルは断固として歴史的に定められた土地からは離れないとも表明した。
しかし、2006年3月7日にはエルサレム市長時代の1999年に彼の家の賃貸借契約料を利用して違法な献金を受けていた疑いが浮上した。2007年9月には再びこの問題に刑事捜査が入った。
総選挙では29の議席を得たカディマが勝利し、4月6日にモシェ・カツァブ大統領の組閣命令を受け、連立政権を樹立。5月4日、オルメルトはクネセト議会とモシェ・カツァブ大統領の元、正式に首相に任命された。

### レバノン侵攻
オルメルトはシャロンの政策を引き継ぎ、パレスチナ問題に関して「平和のためのロードマップ (road map for peace) 」と2国家共存解決 (Two-state solution) の方針を採ることとなった。イスラエル政府とパレスチナ自治政府のファタハは2007年11月のアナポリス会議 (Annapolis Conference) で一時良好関係のピークに達した。一方で彼の任期中はヒズボラやパレスチナ内閣を率いるハマースと多くの軍事的衝突が起こり、オルメルトと国防相アミール・ペレツは2006年のレバノン侵攻を厳しく批判された。2008年にはパレスチナとの停戦協定が失効する直前、イスラエル国防軍はガザ地区への空爆を行った。オルメルトはこの攻撃はハマースの指導者を狙ったものであるとした。
2006年7月、ヒズボラによるイスラエル兵拉致を受けレバノンへの侵攻を決意、レバノン侵攻が始まる。同じ頃、小泉純一郎首相（当時）がイスラエルを訪問し首脳会談を行っていた。9月4日、国会の外交防衛委員会でヨルダン川西岸からの追加撤退を無期限凍結。12月、ヨルダン渓谷に新規・入植地建設を表明。

### 汚職問題
2007年1月、財務相の地位にあった2005年に、国営銀行の民営化の際、職務を利用し知人に便宜を図った疑惑に検察が捜査に着手。追い打ちをかけるように、レバノン侵攻の不手際を批判されていたダン・ハルーツ参謀総長がその直後に事実上の引責辞任を表明。世論調査では、支持率が14%にまで落ち込んだ。
4月30日、レバノン侵攻の経緯を調査していた国会の独立調査委員会ウィノグラード委員会が中間報告を発表、開戦決断を軽率と批判し、作戦を立案・指揮したオルメルト、アミール・ペレツ国防相、ダン・ハルーツ参謀総長（当時）を強く批判。直後に政権ナンバー2のツィッピー・リヴニ外相がオルメルトの退陣を要求した。
9月24日、イスラエル最高裁判所が、オルメルトが副首相の職にあった2004年、エルサレムに豪邸を購入した際、市場価格より不当に安い金額で購入した疑いがあるとして警察に捜査を命じる。
2008年5月、エルサレム市長時代に、ユダヤ系米国人の実業家モリス・タランスキーから数十万ドル相当の不正献金授受疑惑が浮上。最高検は、同事件の捜査を警察に命令。
5月2日にはオルメルトが警察の事情聴取を受ける。8日にはオルメルト自身が記者会見を行い、献金の授受に関しては肯定したが、贈収賄疑惑に関しては全面的に否定した。12日にはエルサレム市庁舎に、13日には通産省に警察の強制捜査が行われた。世論調査では6割近くが首相辞任を求めた。23日には警察が、オルメルトに対する再聴取を行った。27日には同実業家が、エルサレム地裁で証言。献金の一部流用や、小切手での受け渡しを嫌い現金で要求された事実を証言した。
首相辞任後の2009年8月30日、捜査を進めていたイスラエル最高検は前述の米国人実業家からの闇献金など3件の罪でオルメルトを正式に起訴した。
2012年、背任罪などに、無罪判決を言い渡された。
2014年5月、エルサレム市長時代の高級マンション建設をめぐる汚職事件で禁錮6年の実刑判決を受ける。
2014年9月に再審が始まり、2015年3月、逆転有罪となる。

### 首相辞任へ
2008年5月21日、トルコの仲介で、シリアとの非公式の和平交渉を再開した。
7月11日、複数の公的機関から経費を多重に請求していた疑惑が浮上。7月30日、9月に行われるカディマ党首選へ出馬しないとの声明を発表、事実上の首相辞任表明。前述の献金疑惑により与党内における彼の求心力が低下し、党首再選が困難になったことが理由と見られている。
9月21日、定例閣議にて正式に辞任を表明。11月26日、領収書の二重計上などの容疑で、最高検はオルメルトを正式に起訴する方針を表明した。2009年3月1日、最高検は前述の米国人実業家からの闇献金事件についても、首相退任後、追起訴する考えを明らかにした。
2008年12月末、ガザ侵攻を指示。これには翌年1月のアメリカ・オバマ政権誕生による中東政策の転換を危惧すると共に、2月の総選挙でのカディマ支持を高める狙いがあったと見られるが、選挙ではネタニヤフ率いるリクードに一議席差に迫られ、右派連立内閣誕生を許す事になった。
首相在任中を通して汚職問題が付いて回ったことからカディマ外交相ツィッピー・リヴニからリーダーシップを問われ、彼自身も現在はカディマを再選挙で勝たせるのは難しいと判断し、首相職からの辞任を願い出た。2008年9月の党首選ではリヴニが勝利したが、組閣には総選挙を待つことになった。2009年の2月20日に選挙が行われ、得票数ではカディマがライバルのリクードを辛くも上回ったものの、連立により議会の多数を占めたリクードを率いるベンヤミン・ネタニヤフに大統領シモン・ペレスは3月31日に組閣を命じた。
2015年12月、最高裁判所は50万シュケル（13万＄）の収賄の疑いのうち6万シュケル分を認定し、6年の刑を18ヶ月に減刑した上で来年2月15日からの収監を決定した。イスラエル首相経験者で初めて収監される。別件でも8ヶ月の宣告を受けて、上告を検討中である。

## 家族
彼の妻アリザは小説家、写真家、アーティストなど様々な肩書きを持つ。また、夫以上に左寄りとされている。
二人には4人の子供がおり、ほかに養子として娘が1人いる。長女のミハルは心理学の専門家でワークショップを開いている。
次女ドナはテルアビブ大学で文学の講師をしており、文学集の編纂なども行っている。彼女はレズビアンであり、テルアヴィヴにパートナーと共に住んでいる。彼女の両親は彼女と彼女のパートナーの生活を認めており、また彼女はマハソム・ウォッチ（Machsom Watch、パレスチナでの人権侵害を監視する女性人権団体）のエルサレム支部に所属している。2006年6月にはテルアヴィヴで行われた、ガザビーチ爆撃（Gaza beach blast、ガザ地区ベート・ラヒアにあるビーチが空爆を受け、パレスチナ人8人が死亡）に関わったとされるイスラエル兵に対する抗議デモ行進に参加した。このことで彼女は右派の人物からの激しい非難を浴びてしまう。
彼らの長男シャウルは現在イスラエル人アーティストと結婚し、ニューヨークに住んでおり、ニコロデオン（スポンジ・ボブなどを放送する幼児向けTVチャンネル）の副社長に就任している。彼は兵役を終えた後、イェシュ・グヴール（Yesh Gvul、1982年のレバノン紛争勃発と共に軍人により創設された左派団体「我々は撃たない、泣かない、占領した地には行かない」をスローガンに掲げる）に参加、その後イスラエルのサッカークラブであるベイタル・エルサレムFC（右派サポーターが多い）のスポークスマンを務めた。
次男アリエルは兵役には務めず、パリのソルボンヌでフランス文学を学んでいる。
養子のシュリは孤児だった。
ハルビン育ちのエフード・オルメルトの父、モルデハイはイスラエル入植者の先駆けの一人であり、第2、第3クネセトで議員を務めた。
オルメルトの祖母のJ.J.は第一次世界大戦の頃、ロシアからハルビンに逃れ、その地に住んだ。
2004年にエフード・オルメルトは中国を訪れた際、ハルビンに眠る祖母の墓を訪ね、「父はパレスチナに移り住んでも中国のふるさとを忘れなかった。彼が88歳で亡くなった時の、最後の言葉はマンダリンだった。」と語り、その時を思い返した。

## その他
2007年10月29日、初期の前立腺癌であることを発表した。
2008年2月25日、イスラエル首相として来日。同国首相の来日は10年ぶりであった。2月27日、福田康夫首相と会談、中東和平での連携強化を確認しハイレベル戦略対話の継続など両国の関係強化を盛りこんだ共同声明を発表した。また天皇・皇后のもとを訪問し同日、来日中のコンドリーザ・ライスアメリカ国務長官と会談、ガザ地区への空爆を自制するよう求められたが「脅威が去るまでは（攻撃を）続ける」とこれを拒絶した。
葉巻を好む。